# Municipio de Lyon (condado de Lyon)
El municipio de Lyon (en inglés: Lyon Township) es un municipio ubicado en el condado de Lyon en el estado estadounidense de Iowa. En el año 2010 tenía una población de 275 habitantes y una densidad poblacional de 3,42 personas por km².

## Geografía
El municipio de Lyon se encuentra ubicado en las coordenadas 43°17′40″N 96°29′43″O / 43.29444, -96.49528. Según la Oficina del Censo de los Estados Unidos, el municipio tiene una superficie total de 80.42 km², de la cual 80,41 km² corresponden a tierra firme y (0,02 %) 0,01 km² es agua.

## Demografía
Según el censo de 2010, había 275 personas residiendo en el municipio de Lyon. La densidad de población era de 3,42 hab./km². De los 275 habitantes, el municipio de Lyon estaba compuesto por el 99,64 % blancos, el 0,36 % eran asiáticos. Del total de la población el 0 % eran hispanos o latinos de cualquier raza.